# 張脩 (東漢)
張脩（?—?），東漢巴郡妖巫，用符水替人治病，痊癒者付白米五斗，故號曰“五斗米師”。
中平元年（184年）秋七月，張脩叛亂，攻佔郡縣，《華陽國志 卷十》今注文稱其攻打巴郡宕渠縣時殺曲庾、馮湛兩名主簿。
益州牧（太守）劉焉以張脩為別部司馬。
東漢初平二年（191年），劉焉派督義司馬張魯與別部司馬張脩，將兵掩殺漢中太守蘇固，斷絕斜谷，殺使者。
張魯既得漢中，殺張脩，奪其兵眾，改漢中郡為漢寧郡，並對五斗米教進行改革。《三國志·張魯傳》裡裴松之注引《典略》：“光和中，……東方有張角，漢中有張脩。……角為太平道，修為五斗米道。”
後世道教稱張陵為天師，張衡為嗣師，張魯為系師，也就是所謂“三師”。裴松之认为，张脩即张衡，钱大昭反对裴松之的意见，他认为張脩是另一个学习五斗米道的人，即《后汉书·灵帝纪》所说的巴郡妖巫。